# فيكتور كوردوبا
فيكتور كوردوبا (بالإسبانية: Víctor Córdoba)‏ (15 مارس 1962 في بنما - ) هو ملاكم بنمي، صنّف ضمن فئة الوزن المتوسط.

## إحصائيات
خاض خلال مسيرته 31 نزالا، فاز في 22 وتعادل في 3 وخسر في 6. فاز بالضربة القاضية في 16 نزالا.

## روابط خارجية
- فيكتور كوردوبا على موقع بوكس ريك (الإنجليزية) (registration required)